# Carcharhinus coatesi
Carcharhinus coatesi is een vissensoort uit de familie van de Requiemhaaien (Carcharhinidae). De wetenschappelijke naam van de soort is voor het eerst geldig gepubliceerd in 1939 door Whitley, maar werd tot 2012 als synoniem voor 
de zwartstiphaai (Carcharhinus sealei) gerekend.